# ネイピア・オブ・マグダラ砲台
ネイピア・オブ・マグダラ砲台（ネイピア・オブ・マグダラほうだい、英: Napier of Magdala Battery）は、イギリスの海外領土であるジブラルタル南西の岸壁上にあり、ジブラルタル湾を見下ろす沿岸防備用の砲台。ここはパースンズ・ロッジ砲台同様、ロージア湾を見下ろす位置にもある。

## 歴史

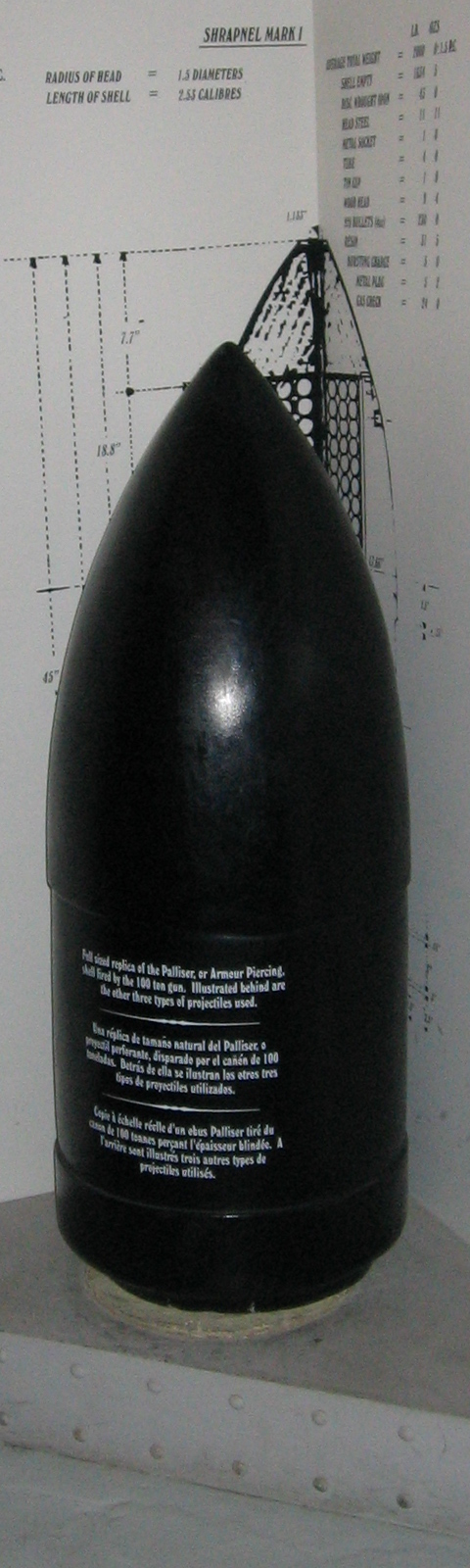
100トン・ガンの45センチ砲弾のレプリカ

1883年、イギリス政府はロージア湾の近くに45センチ砲を一門据えつけ、1876年から1883年までジブラルタル総督を務めた初代ネイピア・オブ・マグダラ男爵ロバート・ネイピア陸軍元帥にちなんで「ネイピア・オブ・マグダラ砲台」と名付けた。
それに先立つ1879年、ジブラルタルのヴィクトリア砲台に同種の大砲が据えられた。これら2つの砲台は、マルタのケンブリッジ砲台とリネラ要塞にある似たような2門の大砲と共に、イタリア海軍が1873年に建造し4門の100トン・アームストロング砲を搭載した戦艦ドゥイリオに対抗するためのものだった。
ネイピア・オブ・マグダラ砲台の最初の大砲は射撃演習中に裂けてしまったため、元はヴィクトリア砲台にあった大砲をここに移設している。ネイピア・オブ・マグダラ砲台の大砲は「ロックバスター」（岩を砕く者）という渾名をつけられている。
第二次世界大戦中、イギリス陸軍はここに4門の3.7インチ対空砲を設置した。これらは実戦で発射されることはなかったが、1945年にマラガからテトゥアンに向かっていたイベリア航空のユンカース Ju 88機がジブラルタルの領空に迷い込んで来た時は、危うく発射寸前までいった。
この大砲が最後に火を噴いたのは、2002年にジブラルタルとマルタで開かれたカルプ・カンファレンスを記念した際であり、その時は合図用に非常に少量の火薬しか装填しかされなかった。